# Phalacrocorax magellanicus
Phalacrocorax magellanicus là một loài chim trong họ Phalacrocoracidae.